# Tom Kleijn (vertaler)
Tom Kleijn (Nijmegen, 1949) is een Nederlands decorontwerper en vertaler. Hij is vooral bekend vanwege zijn vertalingen uit het Duits van toneelteksten voor Theu Boermans' gezelschappen De Trust, De Theatercompagnie en het Nationale Toneel. Ook vertaalde hij teksten uit het Duits, Noors, Frans en Engels voor Toneelgroep Amsterdam en het Ro Theater. 

## Vertalingen (selectie)
Bernhard, Thomas
- Claus Peymann koopt een broek en gaat met mij eten (Claus Peymann kauft sich eine Hose und geht mit mir essen)
- Heldenplatz
- Am Ziel (de bestemming) (Am Ziel)
- Voor de pensionering (Vor dem Ruhestand)

Brecht, Bertolt
- Moeder Courage en haar kinderen (Mutter Courage und ihre Kinder)
- Jeanne d'Arc van de slachthuizen (Die heilige Johanna der Schlachthöfe)
- Baal
- Mahagonny (Das Mahagonny-Songspiel)
- Trommelen in de nacht (Trommeln in der Nacht)

Büchner, Georg
- Dantons dood (Dantons Tod)

Ernst, Gustav
- Duizend rozen (Tausend Rosen)
- Bloedbad (Blutbad)
- Lente in de Via Condotti (Frühling in der Via Condotti), Roman
- Faust
- De maëstro sterft (Der Maestro stirbt)
- Lysistrata

Fosse, Jon
- Droom in de herfst (Draum om Hausten)
- De naam (Namnet)
- De nacht zingt zijn eigen zang (Natta syng sine songar)

Frayn, Michael
- Kopenhagen (Copenhagen)

Goetz, Rainald
- Oorlog (Heiliger Krieg)
- Veldslagen (Schlachten)
- Koliek (Kolik)
- Cataract (Katarakt)
- Jeff Koons

Jelinek, Elfriede
- Een sportstuk (Ein Sportstück)
- Over dieren (Über Tiere)

Kroetz, Franz Xaver
- Oblomow (Oblomov)
- De drang (Der Drang)

Miller, Arthur
- Van de brug af gezien (A view from the bridge)

Mouawad, Wajdi
- Branden (Incendies)
- Kust (Littoral)
- Bossen (Fôrets)

Ravenhill, Mark
- Shopping and fucking
- Product

Yasmina Reza
- De onverwachte man (l'Homme du Hasard)
- Drie maal leven (Trois versions de la vie)

Schnitzler, Arthur
- Professor Bernhardi (Professor Bernhardi)
- Het wijde land (Das weite Land)
- De eenzame weg (Der einsame Weg)

Schwab, Werner
- Overgewicht, onbelangrijk: vormeloos (Übergewicht, unwichtig: unform)
- De presidentes (Die Präsidentinnen)
- Volksvernietiging of mijn lever is zinloos (Volksvernichtung oder meine Leber ist sinnlos)
- Escalatie ordinair (Eskalation Ordinär)
- Mijn hondemond (Mein Hundemund)
- De hemel, mijn lief, mijn stervende buit (Der Himmel, mein Lieb, meine sterbende Beute)
- Antiklimax

Shakespeare, William
- De feeks (The Taming of the Shrew)
- Coriolanus
- Julius Caesar
- Antony en Cleopatra (Antony and Cleopatra)
- De koopman van Venetië (The Merchant of Venice)
- Midzomernachtsdroom (A Midsummer Night’s Dream)